# طائرة ورقية مقاتلة
الطائرة الورقية المقاتلة هي طائرة ورقية تُستخدم في رياضة قتال الطائرات الورقية.